# 宣獻皇后 (唐朝)
宣獻皇后（?—?），张氏，嫁给北魏的金门镇将李熙，儿子李天锡、孙子李虎。武德元年（618年），李虎的孙子李渊建立唐朝，六月廿二，追谥高祖父李熙为宣簡公，咸亨五年（674年）八月十五，唐高宗追谥李熙为唐獻祖宣皇帝，张氏为宣獻皇后。